# Ian Churchill
Pour les articles homonymes, voir Churchill.
Ian Churchill (né le 22 avril 1969) est un auteur de comics britannique.

## Biographie
Remarqué à une convention à Londres par Bob Harras, il fait ses débuts chez Marvel Comics en 1993, avec une histoire du Fauve de Scott Lobdell publiée dans X-Men Annual 1993. Il travailla ensuite sur différents titres affiliés aux X-Men, avant de dessiner la seconde mini-série Deadpool en quatre épisodes scénarisés par Mark Waid. Il deviendra ensuite l'artiste régulier de Câble, y rencontrant le scénariste Jeph Loeb, avec lequel se nouera une relation durable.
A la faveur d'Heroes Reborn, tous deux travailleront sur les Avengers, avant de suivre Rob Liefeld dans sa compagnie Awesome Entertainment. Churchill y travaillera sur sa propre série Coven, toujours avec Loeb, ainsi que sur Lionheart.
Il reviendra ensuite chez Marvel en 2001, sur Wolverine et Uncanny X-Men.
Il travaille actuellement pour DC Comics où, après quelques épisodes, dont un crossover entre les séries Superman, il officie sur Supergirl, en dessinant les pages et partageant la couverture avec Michael Turner.

## Œuvres principales
Les titres suivis d'un astérisque ont été traduits en français, même partiellement.
- Action Comics #826, 836 (DC, 2005, 2006) *
- Adventures of Superman #639 (DC, 2005) *
- Avengers vol.2 #4-7 (Marvel, 1997) *
- Awesome Holiday Spécial #1 : The Coven (Awesome, 1997) *
- Câble #3, 20, 22-23, 25, 27, 29-35, 37-39 (Marvel, 1993, 1995-1997) *
- Captain America vol.2 #6 (Marvel, 1997) *
- The Coven vol.1 #1-6 (Awesome, 1997-98) *
- The Coven vol.2 #1-3 (Awesome, 1999) *
- The Coven : Black and White #1 (Awesome, 1998) *
- The Coven : Dark Origins #1 (Awesome, 1998/99?) *
- The Coven : Fantom Another Universe (Awesome, 1998/99?) *
- Deadpool vol. 2 #1-4 (Marvel, 1994) *
- Excalibur vol.1 #74 (Marvel, 1994) *
- Lionheart #1-2 (Awesome, 1999)
- Marineman #1-6 (Image, 2010-2011) *
- Supergirl vol.5 #1-5, 7, 9-10, 13-15 (DC, 2005-2007) *
- Superman vol.2 #165, 176, 180, 216 (DC, 2001, 2002, 2005) *
- Superman/Batman #19, 26 (DC, 2005, 2006) *
- Supreme : The Return #5 (Awesome, 2000)
- Uncanny X-Men #394-396 (Marvel, 2001) *
- Uncanny X-Men Annual 1994 (Marvel, 1994)
- Wolverine #80, 156-157 (Marvel, 1994, 2000) *
- X-Men Annual 1993 (Marvel, 1993)
- X-Men Chronicles #1-2 (Marvel, 1995)